# Американська мрія (фільм)
Американська мрія (англ. American Dreamz) — американський кінокомедія 2006 року.

## Сюжет
Мартін Твід — ведучий популярного американського телевізійного шоу «Американська мрія». Він зробить усе, щоб передача була популярною і не зупиниться ні перед чим. У новому сезоні Твід підготував для глядачів черговий сюрприз. У його конкурсі співаків будуть змагатися найрізноманітніші учасники, включаючи терориста-невдаху Омера. А спеціальним членом журі буде не хто інший, як сам президент США, який відчуває колосальне падіння рейтингу і вживає заходів для виправлення становища.

## У ролях
| Актор            | Роль                  |
| ---------------- | --------------------- |
| Г'ю Грант        | Мартін Твід           |
| Денніс Квейд     | Президент Стетон      |
| Менді Мур        | Саллі Кенду           |
| Віллем Дефо      | начальник штабу       |
| Кріс Кляйн       | Вільям Вільямс        |
| Дженніфер Кулідж | Марта Кенду           |
| Сем Голзарі      | Омер                  |
| Маршу Гей Гарден | перша леді            |
| Сет Майєрс       | Чет Крогл             |
| Джон Чо          | Іттлс                 |
| Джуді Грір       | Аккордо               |
| Бернард Вайт     | Ага Бабур             |
| Вінтер Джонс     | Ікбал Різа            |
| Норін ДеВулф     | Шаззі Різа            |
| Шогре Аґдашлу    | Назнін Різа           |
| Джей Герік       | Алі Різа              |
| Адам Буш         | Шолем Глікстейн       |
| Хааз Слейман     | капітан               |
| Елдіс Годж       | солдат                |
| Ендрю Дівофф     | китайський перекладач |